# The Chieftains 9: Boil the Breakfast Early
The Chieftains 9: Boil the Breakfast Early è un album in studio del gruppo musicale irlandese The Chieftains, pubblicato nel 1980.

## Tracce
1. Boil the Breakfast Early
2. Mrs. Judge
3. March from Oscar and Malvina
4. When a Man's in Love
5. Bealach an Doirín
6. Ag Taisteal Na Blárnan (Travelling Through Blarney)
7. Carolan's Welcome
8. Up Against the Buachalawns
9. Gol Na Mban San Ár
10. Chase Around the Windmill

## Formazione
- Paddy Moloney - uillean pipes, tin whistle
- Martin Fay - fiddle, ossa
- Seán Keane - fiddle
- Derek Bell - arpa, oboe, tiompán
- Kevin Conneff - bodhrán, voce
- Matt Molloy - flauti, tin whistle
- Jolyon Jackson - violoncello (tracce 1, 8 e 10)